# أزمة الطاقة في الأرجنتين (2004)

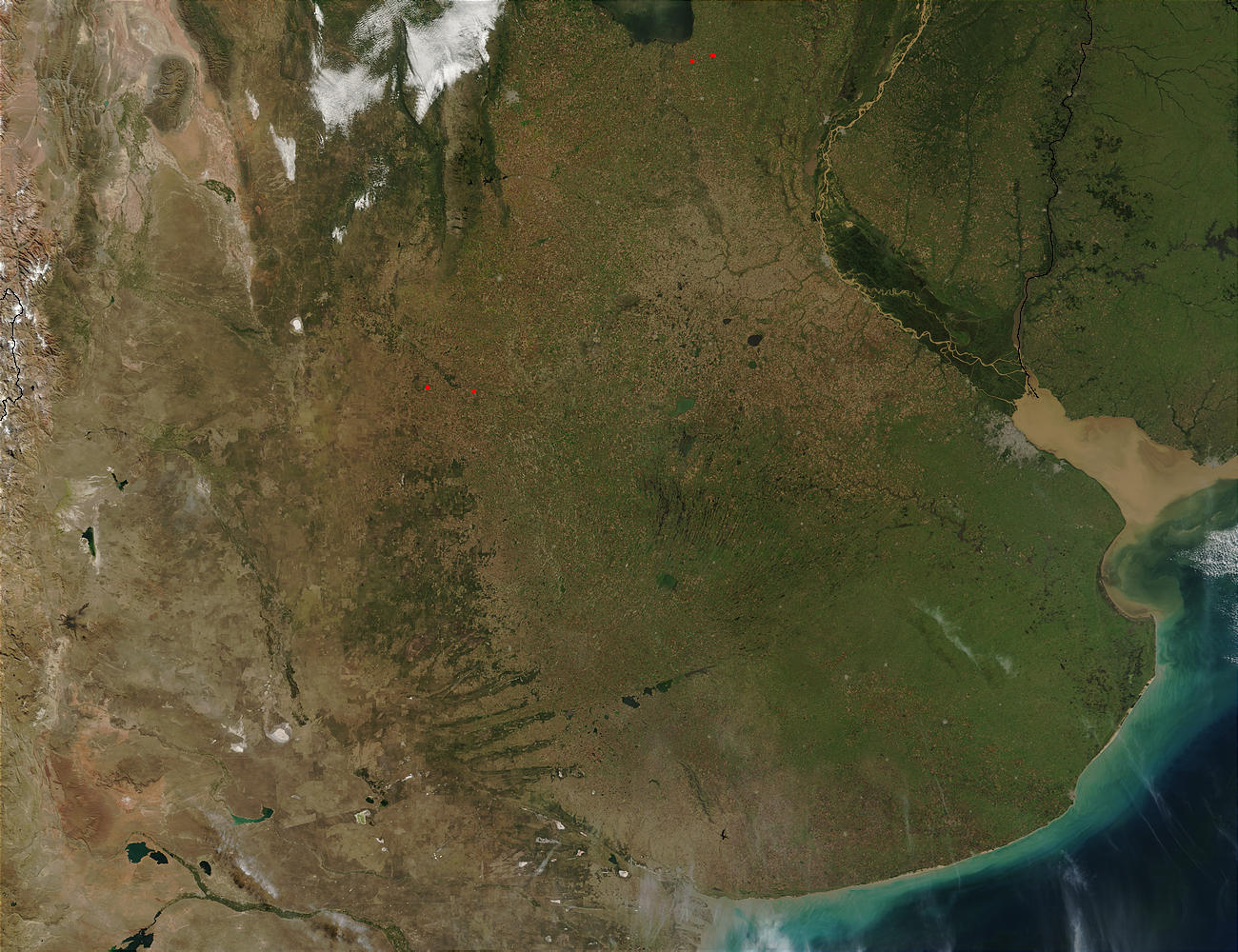
مقاطعة بوينس آيرس

كانت أزمة الطاقة في الأرجنتين عبارة عن نقص في إمدادات الغاز الطبيعي شهدته الأرجنتين في عام 2004. فبعد الركود الذي أحدثته الأزمة الاقتصادية الأرجنتينية (1999-2002)، نمت احتياجات الأرجنتين من الطاقة بسرعة مع تعافي الصناعة، لكن استخراج ونقل الغاز الطبيعي، وهو وقود أحفوري رخيص ووفير نسبيًا، لم يسد الحاجة المتنامية والمتسارعة.
وفقًا للتقديرات، يعتمد 50% من الكهرباء المولَّدة في الأرجنتين على محطات تعمل بالغاز. ولا يوجد لدى شبكة الطاقة الوطنية احتياطيات طوارئ وكانت تعمل بأقصى طاقتها في عام 2004. وفي هذه المرحلة، عانت العديد من المرافق الصناعية ومحطات الطاقة من انقطاعات بين الحين والآخر في إمداداتها من الغاز الطبيعي، بعد أن خرجت بالكاد من انخفاض الطلب الموسمي الناجم عن الصيف. وفي الفترة بين فبراير ومايو، بلغ متوسط الخفض 9.5 مليون متر مكعب يوميًا، أي حوالي 13% من الطلب الصناعي، وبحلول نهاية مايو، نمت إلى 22 مليون متر مكعب كحد أقصى. وكانت المناطق الأكثر تضررًا هي العاصمة وبعض مناطق مقاطعة بوينس آيرس ومقاطعة لا بامبا.
مع اقتراب فصل الشتاء، أعلنت الحكومة الأرجنتينية أنها ستقيد صادرات الغاز الطبيعي من أجل الحفاظ على الإمدادات للاستهلاك الداخلي، سواء المحلي أو الصناعي، امتثالًا لقانون الهيدروكربونات. إلا أنه من شأن هذا التقييد أن يلحق ضررًا بالغًا بتشيلي ويؤثر على أوروغواي والبرازيل.
ونبّه وزير الاقتصاد والطاقة التشيلي، خورخي رودريجيز، الأرجنتين إلى ضرورة الوفاء بعقود التوريد الموقّعة مع الشركات التشيلية. وقد تسبب هذا في أزمة دبلوماسية خفيفة. فتشيلي تستورد أكثر من 90% من غازها الطبيعي من الأرجنتين وتعتمد عليها بشكل كبير لتوليد الكهرباء؛ وقد حولت التركيز من الفحم والنفط إلى الغاز، وأنشأت خمسة خطوط أنابيب للغاز لغرض محدد هو الحصول على الغاز من الأرجنتين.

## الأسباب
أُلقي اللوم في أزمة الطاقة على عدد من العوامل المؤثرة. وقد عزا الرئيس الأرجنتيني السابق نيستور كيرشنر هذا التراجع إلى نقص الاستثمار من جانب الشركات الخاصة التي تستخرج الموارد (مثل ريبسول واي بي إف)، وإلى الفجوة سببتها الضغوط التي فرضتها الحكومات السابقة على هذه الشركات.

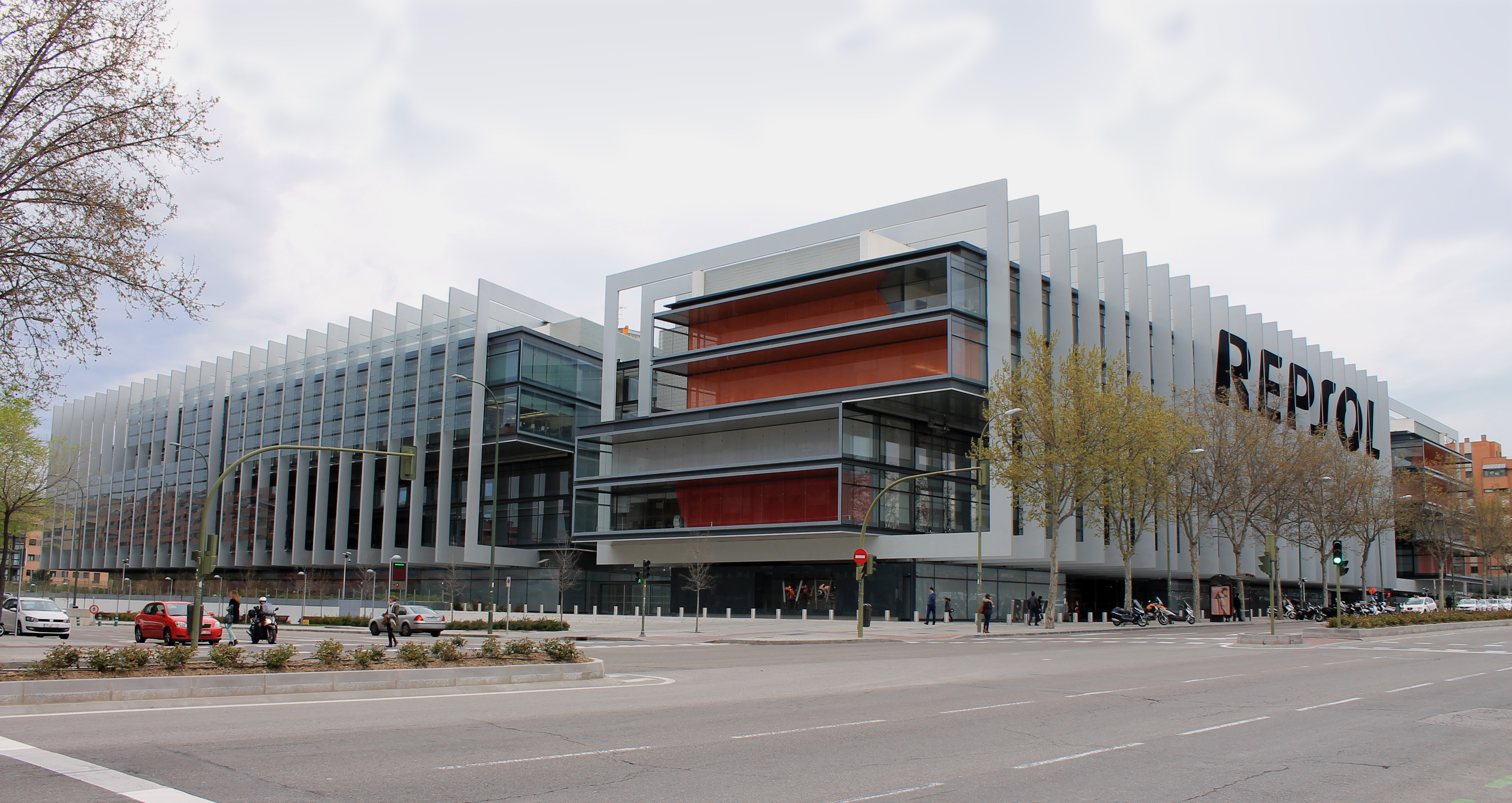
شركة ريبسول واي بي إف

وزعمت الشركات الخاصة أن أرباحها بعد انهيار الاقتصاد الأرجنتيني تضررت بشدة بسبب تجميد الرسوم المحلية والصناعية منذ عام 2002. وظل الغاز الطبيعي عند نفس السعر أثناء العملية التضخمية الناجمة عن انخفاض قيمة البيزو الأرجنتيني، في حين تم تعديل أسعار البنزين والديزل صعودًا، مما زاد من الطلب على الغاز كوقود بديل رخيص وفي الوقت نفسه قلّ إنتاجه. وبالإضافة إلى ذلك، كان جزء أكبر من إمدادات الغاز الطبيعي مطلوبًا للتعويض عن الانخفاض في إنتاج الطاقة الكهرومائية.
وقد اشتكى المصدّرون من أن التعرفة الجمركية الكبيرة على الصادرات تفاقمت مع تجميد الأسعار ومنعتهم من الاستثمار في المزيد من الاستكشاف عن الموارد الطبيعية واستغلالها، وبالتالي بقاؤهم عاجزين عن مواكبة الطلب. ومع ذلك، تشير الحكومة ومنتقدو النموذج النيوليبرالي لإدارة منعم إلى أن الشركات المخصخصة حققت أرباحًا ضخمة خلال تسعينيات القرن العشرين.

## الإصلاحات
من أجل التخفيف من تأثير الأزمة، اُقتُرِحَت ثلاثة تدابير: شراء الغاز الطبيعي من بوليفيا، التي تمتلك احتياطيات وفيرة منه؛ وشراء الكهرباء مباشرة من البرازيل، التي تولد جزءًا كبيرًا منها باستخدام محطات الطاقة الكهرومائية؛ واستيراد النفط من فنزويلا.
ولأسباب تاريخية، لم تكن بوليفيا لتبيع الغاز الطبيعي إلى تشيلي. فضلًا عن ذلك، فهي تفتقر إلى البنية التحتية اللازمة لنقله. فقد تأخر إنشاء خط أنابيب الغاز الذي كان من المقرر أن ينقل كميات هائلة من الغاز إلى الأرجنتين بسبب الوضع السياسي الحرج في بوليفيا خلال عام 2003. فضلًا عن ذلك، أعرب بعض الأشخاص والمنظمات في بوليفيا عن خلافهم الشديد بشأن فكرة تصدير الغاز، ووصفوا أزمة الطاقة بأنها "من محض الخيال".
ووقعت إدارة تشافيز الفنزويلية، التي كانت في ذلك الوقت قريبة سياسيًا من الحكومة الأرجنتينية، اتفاقيات طاقة تتضمن إرسال ناقلات وقود إلى الأرجنتين بتكلفة مخفضة، من خلال شركة النفط الوطنية الفنزويلية. وفي كل الأحوال، فإن وقود النفط (المستورد وغيره) أغلى كثيرًا من الغاز الطبيعي.
بالإضافة إلى الإمدادات الصناعية، تستخدم الأرجنتين الغاز الطبيعي المضغوط للمواقد والأفران وما إلى ذلك، وكوقود لأكثر من 1.4 مليون مركبة تعمل بالغاز الطبيعي. وعلى الرغم من إعادة النظر في إمكانية تقييد الاستخدام المحلي، إلا أن ذلك اعتُبر غير ضروري ومزعج.
واستجابة للأزمة الاقتصادية في عام 2001، حُوّلت تعرفة الكهرباء إلى البيزو الأرجنتيني وتجميدها في يناير 2002 من خلال قانون الطوارئ العامة ونظام الصرف. ومع ارتفاع التضخم (انظر اقتصاد الأرجنتين) وانخفاض قيمة البيزو، كان على العديد من الشركات في القطاع التعامل مع مستويات عالية من الديون بالعملة الأجنبية في ظل سيناريو ظلت فيه عائداتها مستقرة بينما زادت تكاليفها. وأدى هذا الوضع إلى نقص حاد في الاستثمار وعدم القدرة على مواكبة الطلب المتزايد، وهي العوامل التي ساهمت في أزمة الطاقة في عامي 2003 و2004. ومنذ عام 2003، اضطلعت الحكومة بعملية إدخال تعديلات تسمح بزيادات في التعرفة، حيث رُفِعَت على المستهلكين الصناعيين والتجاريين بالفعل (نحو 100% بالقيمة الإسمية و50% بالقيمة الحقيقية)، في حين بقيت التعرفة المفروضة على المستهلكين السكنيين كما هي. ورغم هذا، حاولت الحكومة الوطنية الاستفادة من الأزمة بإنشاء شركة نفطية جديدة، إينارسا، تتمتع بنسبة 53% من سيطرة الدولة وحقوق الاستغلال الكاملة للمناطق البحرية.

## شتاء 2005
ولكن مع مرور عام 2004 دون حدوث أي اضطرابات كبرى، زعم بعض الناس أن ما يسمى "أزمة الطاقة" لم تكن في واقع الأمر سوى تعقيد بسيط ضُخِّم من قِبَل الحكومة ووسائل الإعلام. لكن وفي سياق أوسع، لا زالت الاستثمارات في استغلال موارد الطاقة، فضلًا عن إنتاجها وتوزيعها، غير كافية. ففي مارس/آذار 2005، اعترف الرئيس كيرشنر بأن "الاحتمالات ستظل قائمة لفترة طويلة بأننا لابد وأن نتحرك على شفا [أزمة]". ولكن الحكومة أشارت أيضًا إلى أن هناك إجراءات إصلاحية جارية، وأن الأرجنتين أصبحت أكثر استعدادًا مما كانت عليه في عام 2004 لمواجهة مشكلات توليد الطاقة.
وفي الوقت نفسه، استمرت إمدادات زيت الوقود من فنزويلا، والتي بلغت 50 مليون طن أرسلتها شركة النفط الوطنية الفنزويلية على متن سفينتين (في إبريل/نيسان ومايو/أيار)، في إطار جهد منسق مع شركة النفط البرازيلية بتروبراس وشركة إدارة سوق الكهرباء في الأرجنتين (كاميسا).
وأشار محللون ومسؤولون، مثل رئيس أوروغواي السابق خورخي باتل، إلى ضرورة وضع بروتوكول كامل للتكامل في مجال الطاقة في ميركوسور، وتنفيذه في أقرب وقت ممكن لتنسيق إنتاج وتوزيع الطاقة في المنطقة.

## التعافي والتخطيط
وبعد عشرين عامًا من أزمة الطاقة هذه، بدأت الأرجنتين تستفيد من الإصلاحات التي نفذتها حيث نتج عن ذلك ارتفاع إنتاج النفط الخام والغاز الطبيعي، حيث أكدت إدارة معلومات الطاقة الأمريكية أن إنتاج النفط الخام والغاز الطبيعي في الأرجنتين بات قريبًا من مستويات قياسية مرتفعة، ويُعزى ذلك إلى زيادة الإنتاج الصخري والذي يعوض انخفاض الإنتاج من الحقول التقليدية. كما أكدت الإدارة أن إنتاج النفط الخام في الأرجنتين زاد بنسبة 50%، وارتفع إنتاج الغاز الطبيعي بنسبة 27%، خلال الفترة من يناير 2021 إلى سبتمبر 2024، ليناهز المستويات القياسية المسجلة في أوائل العقد الأول من القرن الحادي والعشرين.
وفي 2024، وتحديدًا في شهر سبتمبر، بلغ متوسط الإنتاج في الأرجنتين 738 ألف برميل يوميًا من النفط الخام، بزيادة 15% عن سبتمبر 2023 وهو أعلى مستوى شهري منذ عام 2003، وشكّل إنتاج حقل "فاكا مويرتا" النفطي 58% من إجمالي إنتاج البلاد. كما أُنتِجَ 5 مليارات قدم مكعبة يوميًا من الغاز الطبيعي في الأرجنتين خلال الأشهر التسعة الأولى من عام 2024، بزيادة 5.2% عن نفس الفترة في عام 2023، وفي أغسطس، بلغ متوسط إنتاج الغاز الطبيعي 5.4 مليار قدم مكعبة يوميًا، وهو أعلى مستوى شهري منذ 21 عامًا.
وبدأ إنتاج النفط الخام في حقل "فاكا مويرتا" الصخري في الارتفاع منذ عام 2021 ويُعزى ذلك إلى زيادة نشاط التنقيب، والتقدم التقني في أعمال التكسير الهيدروليكي والحفر الأفقي، إلى جانب تحسينات البنية التحتية مع تشغيل خطوط أنابيب النفط الجديدة.

## أنظر أيضًا
- أزمة الطاقة